# Atacama Large Millimeter Array
L'Atacama Large Millimeter/Submillimeter Array (ALMA), una xarxa de radiotelescopis que utilitza interferòmetres astronòmics. Forma part d'un projecte internacional entre Europa, Amèrica del Nord i Àsia de l'Est en col·laboració amb la República de Xile. Aquest interferòmetre revolucionari comprèn un conjunt de 66 radiotelescopis de 12 i 7 metres de diàmetre destinats a observar longituds d'ona mil·limètriques i submil·limètriques. El projecte és construït al pla de Chajnantor, a 5000 m d'altitud, al desert d'Atacama, zona nord de Xile. ALMA revolucionarà l'astronomia moderna en permetre albirar la formació dels estels en els inicis de l'univers i obtenir imatges extremament detallades d'estels i planetes en procés de naixement. Avaluat en més de 1.000 milions de dòlars, és el telescopi terrestre més ambiciós que es construeix. ALMA va començar les observacions astronòmiques durant el segon semestre de 2011 i es va inaugurar el 13 de març de 2013.

## Presentació

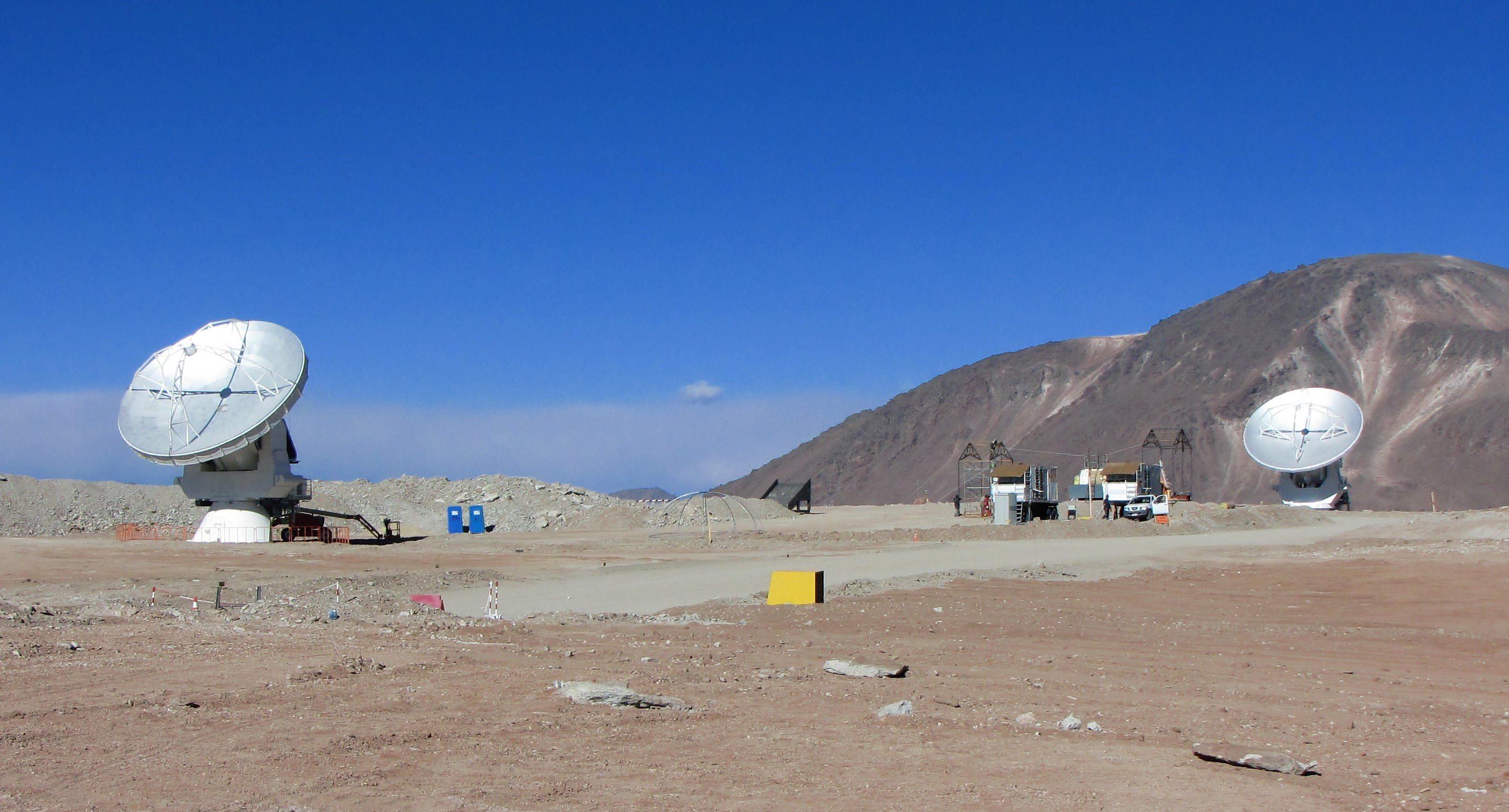
Les dues primer antenes d'ALMA unides per formar un interferòmetre.

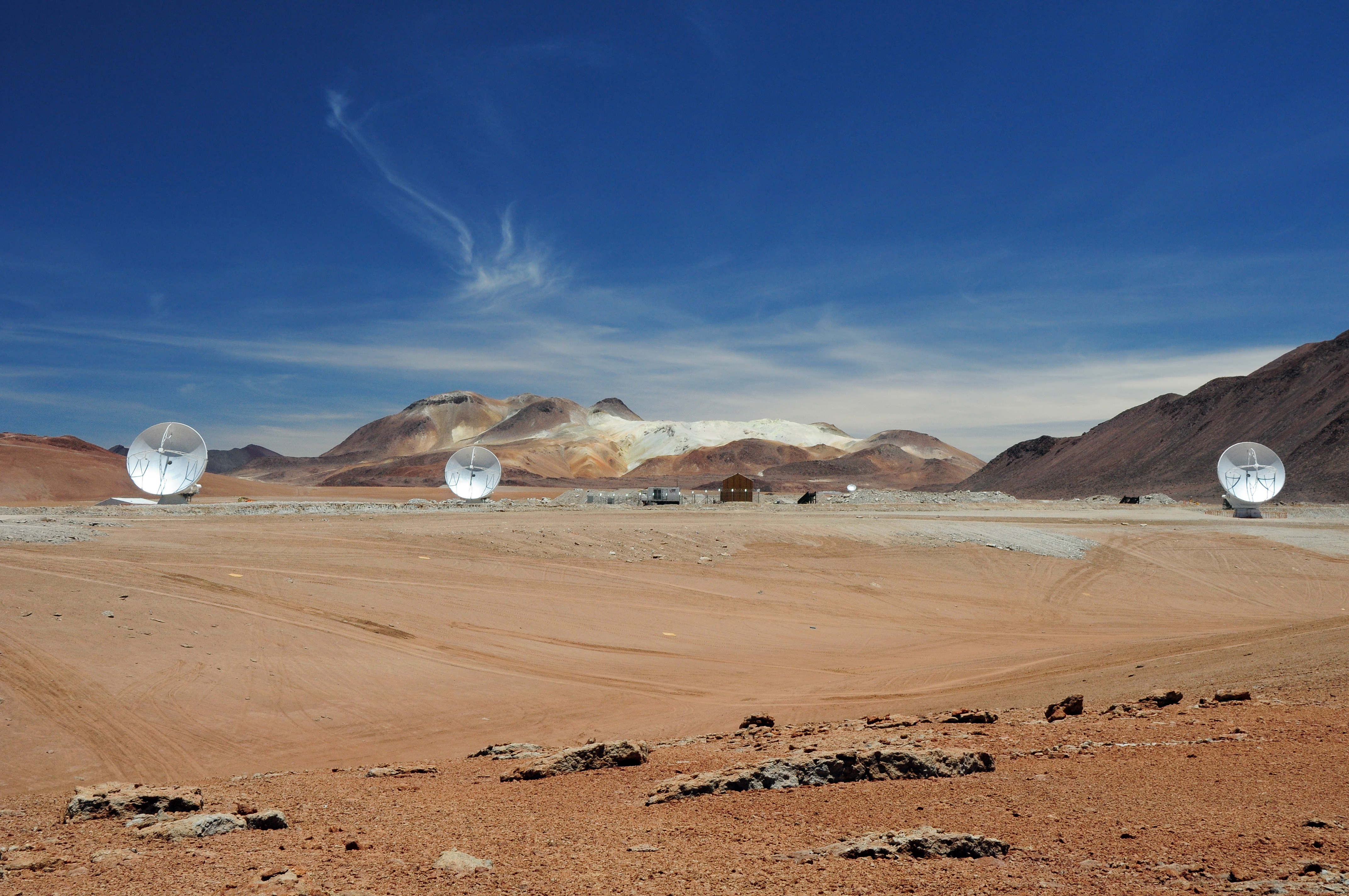
Tres antenes d'ALMA unides per primera vegada per un sistema de interferometria.

ALMA formarà un únic telescopi de disseny revolucionari, compost inicialment de 66 antenes de gran precisió que operaran a longituds d'ona de 0,3 a 9,6 mm. El conjunt tindrà una sensibilitat i una resolució molt superiors a les dels telescopis submil·limètrics existents com el telescopi d'un sol reflector James Clerk Maxwell o les altres xarxes interferomètriques com el Submillimeter Array o l'observatori Plateau de Bure d'IRAM.
Les antenes es podran desplaçar pel desert recorrent distàncies que van de 150 m a 16 km, i permetran a ALMA un poderós zoom variable, de funcionament similar al del VLA a Nou Mèxic, als Estats Units. La gran sensibilitat que tindrà es deu principalment a la gran quantitat de telescopis que tindrà el conjunt.
Els telescopis són proporcionats pels socis europeus, nord-americans i asiàtics d'ALMA. Els socis nord-americans i europeus ja han encarregat 25 antenes de 12 metres de diàmetre que compondran el conjunt principal. Àsia de l'Est proporcionarà 16 antenes (4 de 12 metres de diàmetre i 12 de 7 metres) que formaran el Conjunt Compacte Atacama (ACA, en la seva sigla en anglès) i s'incorporaran al projecte ampliat d'ALMA.
En utilitzar aquestes antenes més petites de l'ACA, es podrà generar imatges de zones més àmplies a certes freqüències. El fet de poder apropar més també permetrà generar imatges de fonts amb més extensió angular. L'ACA treballarà amb el conjunt principal per incrementar la capacitat d'aquest últim per generar imatges d'àmplies zones.

### Història

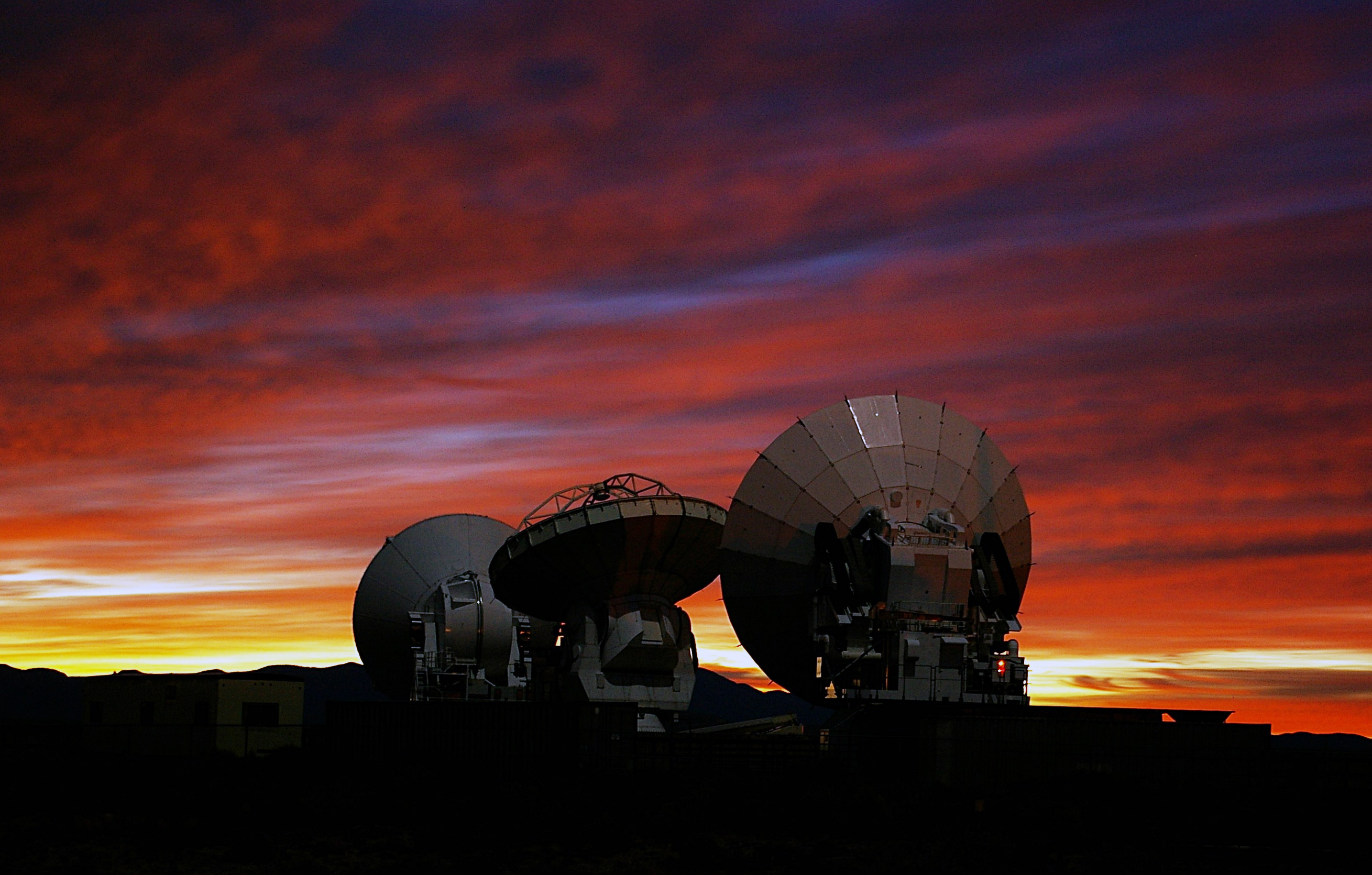
Prototips d'antenes d'ALMA a la Instal·lació de Prova d'ALMA.

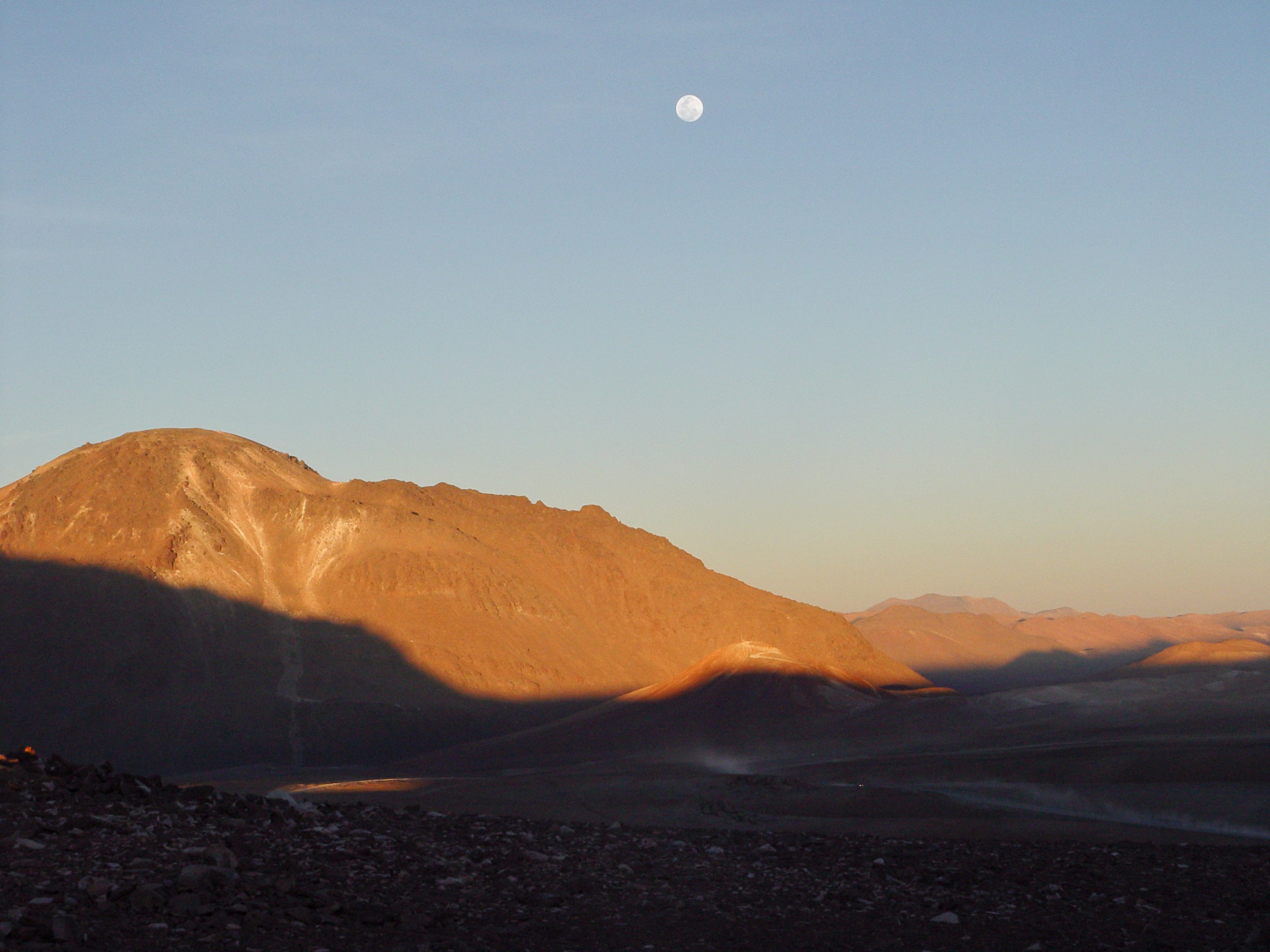
La lluna sobre el Turó Chajnantor a l'ocàs.

ALMA va néixer d'una fusió d'idees a partir de tres projectes astronòmics: el Millimeter Array (MMA, 'Conjunt Mil·limètric') dels Estats Units, el Large Southern Array (LSA, 'Gran Conjunt del Sud') d'Europa i el Large Millimeter Array (LMA, 'Gran Conjunt Mil·limètric') del Japó. El 1997 es va donar el gran pas quan l'Observatori Europeu Austral (ESO, en les sigles en anglès) i l'Observatori Radioastronòmic Nacional (NRAO, en la seva sigla en anglès) van acordar donar inici a un projecte que combinés el MMA i el LSA en un únic emprenedoria, que posteriorment es batejaria com ALMA. El projecte combinava la sensibilitat del LSA amb la cobertura de freqüència i l'altitud superior del MMA. ESO i NRAO treballaren junts en grups tècnics, científics i de gestió per a definir i organitzar un projecte conjunt, sumant la participació del Canadà i Espanya (que no formava part d'ESO aquella època).
A aquesta decisió va seguir una sèrie de resolucions i acords, inclosa l'elecció, el març de 1999, d'Atacama Large Millimeter Array (ALMA), com a nom del projecte. Aquests esforços van culminar en la signatura de l'acord que va instituir ALMA el 25 de febrer de 2003 entre parts nord-americanes i europees. Després d'anys de negociació, el Projecte ALMA va rebre una proposta de l'Observatori Astronòmic Nacional del Japó (NAOJ, en la seva sigla en anglès) per a proporcionar el Conjunt Compacte Atacama (ACA, en la seva sigla en anglès) i tres receptors de banda addicionals per al conjunt principal, ampliant així el Projecte ALMA. Les negociacions entre ALMA i NAOJ es van traduir en la signatura d'un acord d'alt nivell el 14 de setembre de 2004 que va marcar l'entrada oficial del Japó al Projecte ALMA ampliat, anomenat des de llavors Atacama Large Millimeter / Submillimeter Array.
Durant les primeres etapes de planificació d'ALMA, es va decidir encarregar la construcció de les antenes a diferents empreses de renom a Amèrica del Nord, Europa i el Japó en comptes de limitar-se a un sol disseny, a causa principalment de raons polítiques. Encara que els proveïdors han utilitzat mètodes molt diferents, cadascun dels dissenys presentats sembla complir amb els estrictes requisits d'ALMA.

## Finançament
Al principi ALMA va ser una col·laboració a parts iguals entre l'Observatori Europeu Austral (ESO, en les sigles en anglès) i socis nord-americans. El conjunt va ser ampliat amb l'ajuda de socis japonesos, taiwanesos, espanyols i xilens. ALMA és el projecte astronòmic terrestre més gran i costós en construcció actualment (està avaluat en 1.300 milions de dòlars nord-americans).

### Socis
- Observatori Europeu Austral i European Regional Support Center (Centre Europeu de Suport Regional).
- Fundació Nacional de Ciències dels EUA a través de l'Observatori Radioastronòmic Nacional (NRAO) i North American ALMA Science Center (NAASC, Centre Científic ÀNIMA Nord-americà).
- Consell Nacional d'Investigació del Canadà (NRCC, en la seva sigla en anglès).
- Observatori Astronòmic Nacional del Japó (NAOJ), en el marc de National Institutes of Natural Sciences (NINS, Instituts Nacionals de Ciències Naturals).
- ALMA-Taiwan, de l'Institut d'Astronomia i Astrofísica de l'Acadèmia Sinica (ASIAA, en la seva sigla en anglès).
- República de Xile.

## Acoblament

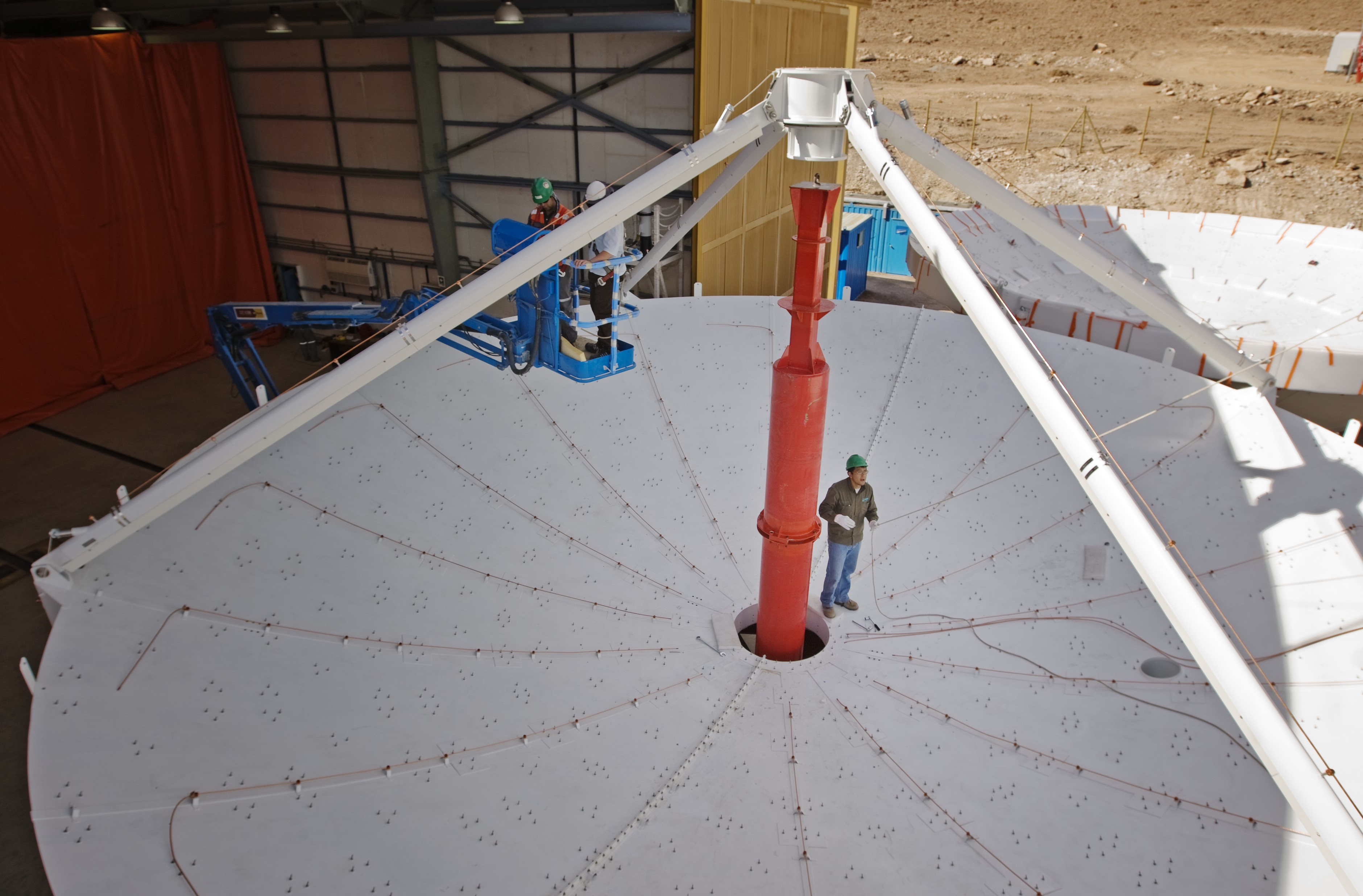
Una de les antenes en construcció.

El complex serà construït principalment per empreses i universitats europees, nord-americanes, japoneses i canadenques. En les instal·lacions del VLA a Nou Mèxic s'han realitzat proves amb tres prototips d'antena des de 2002.
General Dynamics C4 Systems va ser contractada per Associated Universities, Inc per proporcionar 25 antenes de 12 m, mentre que el fabricant europeu Thales Alenia Space es va encarregar de la construcció de les altres 25 antenes del conjunt principal (això va donar origen al contracte industrial més quantiós que s'hagi signat a Europa). La primera antena va ser lliurada el 2008, i la resta s'ha de despatxar a raó d'una antena per mes fins a 2011.

### Trasllat de les antenes al lloc del projecte

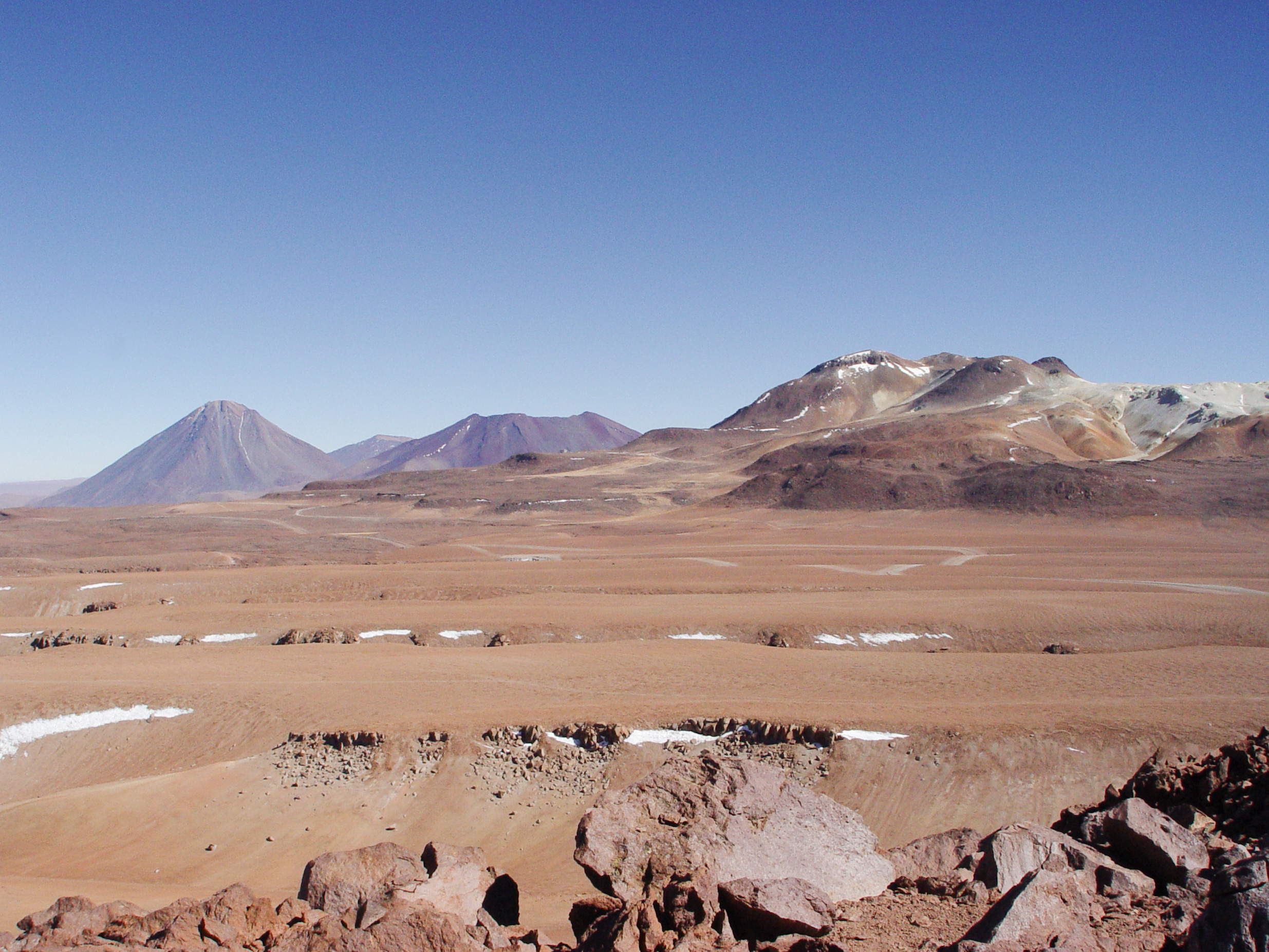
Vista del pla de Chajnantor on s'aprecia, al centre, el lloc on s'ha construït ALMA.

El trasllat d'antenes de 115 tones des del Centre d'Operacions (OSF, en la seva sigla en anglès), situat a 2.900 m d'altitud, fins a l'emplaçament del projecte, a 5.000 m, és una tasca summament delicada. Per això, es va optar per utilitzar dos camions autocarregadors de 28 llantes fets a mida per Scheuerle Fahrzeugfabrik a Alemanya. Cada un té 10 m d'ample, 20 m de llarg i 6 m d'alçada, pesa 130 t, i està equipat amb motors turbodièsel de 670 cavalls de potència.
Els camions tenen un seient de conductor dotat d'un tanc d'oxigen per ajudar a respirar a gran altitud i són capaços de recollir les antenes i col·locar-les amb gran precisió en els llocs previstos. El primer camió va quedar llest i va superar les proves el juliol de 2007. Tots dos van ser lliurats al Centre d'Operacions a Xile el 15 de febrer de 2008.
El 7 de juliol de 2008, un dels camions va transportar per primera vegada una antena, que va traslladar des de l'interior d'una de les instal·lacions de muntatge (SEF, en la seva sigla en anglès) fins a una plataforma a l'aire lliure per fer proves (mesuraments hologràfics de superfície). Es tractava d'una antena de disseny nord-americà VertexRSI.
Durant la tardor de 2009 es van traslladar les tres antenes, una per una, fins al Lloc d'Operacions del Conjunt (AOS, en la seva sigla en anglès). A final de 2009, un equip d'astrònoms i enginyers d'ALMA va combinar amb èxit els senyals de tres antenes al lloc d'observació del projecte, a 5.000 m d'altitud, concloent així la primera etapa d'acoblament i integració de l'incipient conjunt. En combinar per primera vegada els senyals de tres antenes, l'equip d'ALMA va poder corregir errors que sorgeixen quan s'utilitzen només dos antenes, cosa que va aplanar el camí per a la generació d'imatges precises i d'alta resolució. Després assolir aquesta fita, es va donar inici a la posada en marxa de l'observatori el 22 de gener de 2010.

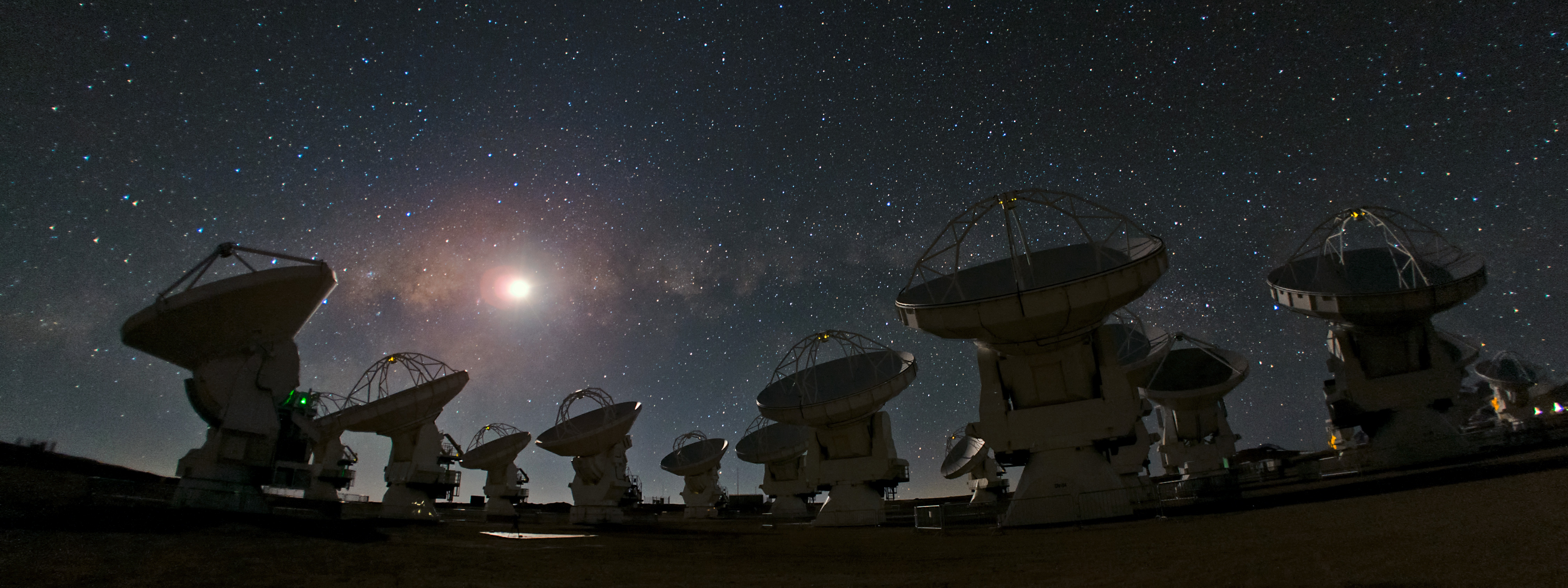
Les antenes d'ALMA

## Col·laboració internacional
L'Atacama Large Millimeter/Submillimeter Array (ALMA), una instal·lació astronòmica internacional, és una associació entre Europa, Amèrica del Nord i Àsia de l'Est, en col·laboració amb la República de Xile. ALMA és finançat a Europa perl'Organització Europea per a la Recerca Astronòmica a l'Hemisferi Austral (ESO, en la seva sigla en anglès), a Amèrica del Nord, per la Fundació Nacional de Ciències dels Estats Units (NSF) en cooperació amb el Consell Nacional d'Investigació del Canadà (NRC) i el Consell Nacional de la Ciència (NSC) de Taiwan, a Àsia oriental per l'Institut Nacional de Ciències Naturals del Japó (NINS) en aliança amb l'Acadèmia Sinica (AS) de Taiwan. La construcció i les operacions d'ALMA són dirigides en nom d'Europa per ESO, en nom d'Amèrica del Nord per l'Observatori Radioastronòmic Nacional (NRAO), administrat al seu torn per Associated Universities, Inc (AUI) i en nom de l'Àsia del Est per l'Observatori Astronòmic Nacional del Japó (NAOJ). El Joint ALMA Observatory (Jao) concentra la direcció del projecte i és responsable de per les tasques de gestió de la construcció, posada en marxa i operació d'ALMA.

## Centre Regional d'ALMA (ARC)
El Centre Regional d'ALMA (ARC, en la seva sigla en anglès) va ser dissenyat per servir d'interfície entre les comunitats d'usuaris dels principals contribuïdors del Projecte ALMA i el Joint ALMA Observatory. Les activitats d'operació de l'ARC també han estat dividides segons les tres principals regions que participen en el projecte (Europa, Amèrica del Nord i Àsia de l'Est). L'ARC europeu (encapçalat perObservatori Europeu Austral (ESO) ha estat subdividit en nodes ARC ubicats a Europa, a Bonn-Bochum-Colònia, Bolonya, Onsala, IRAM (Grenoble), Leiden i JBCA (Manchester).
Els objectius principals de cada ARC són assessorar la comunitat d'usuaris en la preparació de propostes d'observació, assegurar-se que els programes d'observació compleixen amb les seves metes científiques, administrar un centre d'ajuda per a la presentació de propostes i programes d'observació, lliurar la informació als investigadors principals, mantenir la base de dades d'ALMA, ajudar a ajustar les dades i proporcionar informació de retroalimentació als usuaris.

## Detalls del projecte

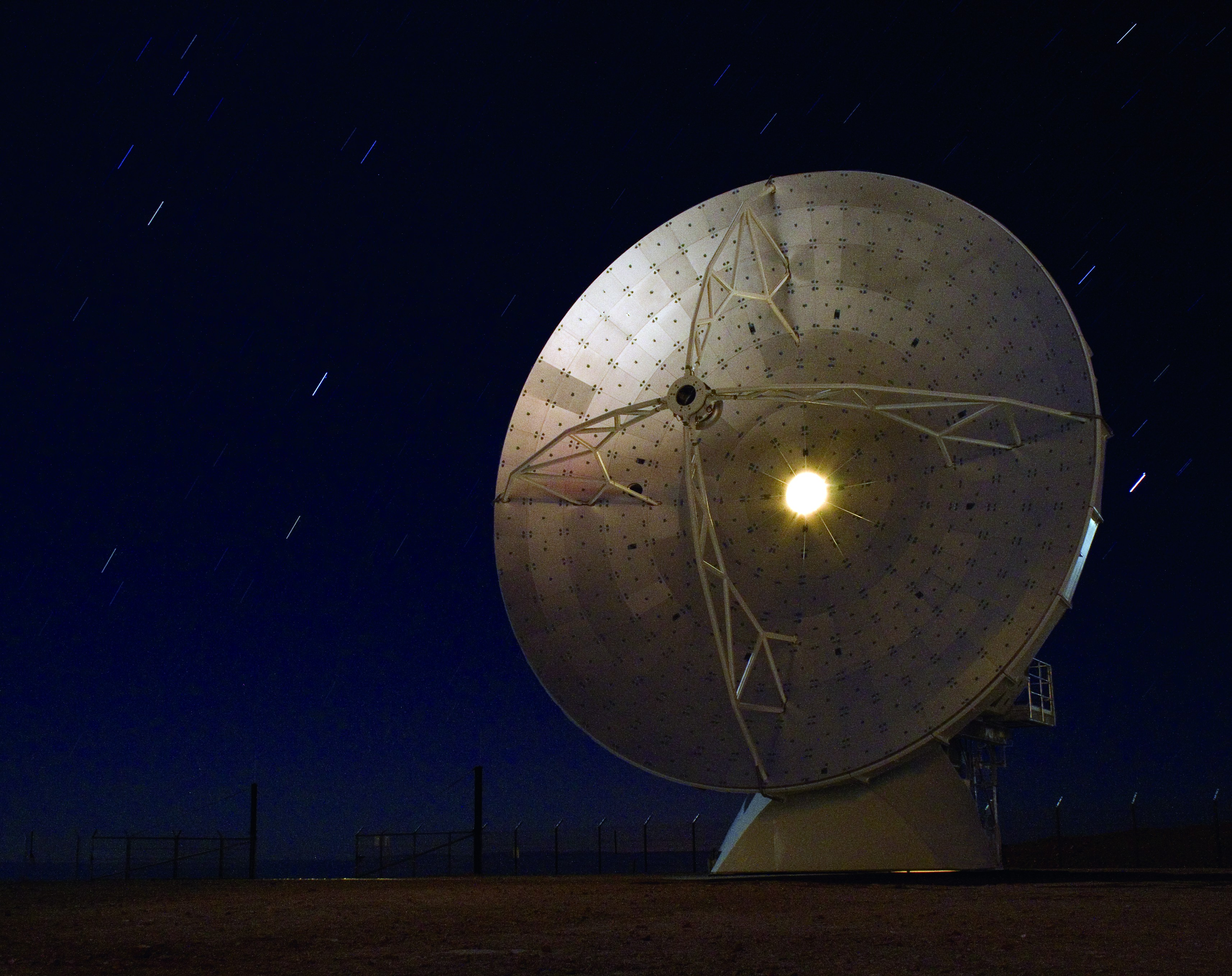
Una nit estrellada a ALMA.

- 54 antenes de 12 m de diàmetre i 12 antenes de 7 m de diàmetre, situades a 5.000 m d'altitud al pla de Chajnantor.
- Instrument de generació d'imatges en totes les finestres atmosfèriques entre 350 micres i 10 mm.
- Configuracions del conjunt amb separacions de 150 m a 15 km.
- Resolució angular de 10 mil·lisegons d'arc, deu vegades més precisa que el Very Large Array (VLA) i cinc vegades superior a la del telescopi espacial Hubble. La resolució podrà augmentar deu vegades (o fins i tot fins a 1 microsegon d'arc a longituds d'ona d'1 mm)[7] mitjançant interferometria de base ampla amb el radiotelescopi LLAMA.[8]
- Capacitat de generar imatges de grandàries entre minuts d'arc i graus amb una resolució angular d'un segon d'arc.
- Resolució de velocitat inferior a 50 m/s.
- Instrument de generació d'imatges més ràpid i versàtil que el VLA.
- Instrument més gran i sensible del món en les longituds d'ona mil·limètriques i submil·limètriques.
- Sensibilitat de detecció de fonts 20 vegades superior a la del VLA.